# Relaciones Argentina-Armenia
Las relaciones Argentina–Armenia se refiere a las relaciones diplomáticas entre la República Argentina y la República de Armenia. La comunidad armenia en Argentina es la más grande de América Latina con aproximadamente 120 000 miembros. Ambas naciones son miembros de las Naciones Unidas.

## Historia
La primera ola de inmigrantes armenios en llegar a la Argentina fue en 1892, principalmente de Egipto y Siria. Durante la Primera Guerra Mundial, varios miles de inmigrantes armenios llegaron a la Argentina. Muchos fueron sobrevivientes del Genocidio armenio infligido por el Imperio otomano. En mayo de 1918, Armenia declaró su independencia del Imperio ruso y estableció la República Democrática de Armenia. En 1920, Argentina reconoció la independencia de Armenia y se establecieron relaciones diplomáticas entre ambas naciones. En diciembre de 1920, Armenia había sido invadida por el Ejército Rojo y el país se incorporó a la Unión Soviética.
El 26 de diciembre de 1991, Armenia recuperó su independencia después de la Disolución de la Unión Soviética. El 17 de enero de 1992, Argentina y Armenia restablecieron las relaciones diplomáticas. En junio de 1992, el presidente armenio Levon Ter-Petrosián realizó una visita oficial a la Argentina. En 1993, Armenia abrió una embajada en Buenos Aires. En 1998, el presidente argentino Carlos Menem realizó una visita oficial a Armenia. En 2009 Argentina abrió su embajada en Armenia.

### Reconocimiento de Argentina del Genocidio Armenio
En septiembre de 1987, el presidente argentino Raúl Alfonsín pronunció un discurso ante la comunidad armenia de Argentina declarando que reconocía el genocidio armenio. En 1995 el presidente Carlos Menem vetó una ley que habría reconocido oficialmente el genocidio armenio, el cual fue finalmente reconocido el 11 de enero de 2007, durante la presidencia de Néstor Kirchner, al firmar la ley 26.199.

## Visitas de alto nivel
Visitas de alto nivel de Argentina a Armenia
- Presidente Carlos Menem (1998)
- Ministro de Relaciones Exteriores Rafael Bielsa (2005)
- Ministro de Relaciones Exteriores Jorge Taiana (2010)
- Vicepresidente Amado Boudou (2013)
- Ministro de Relaciones Exteriores Héctor Timerman (2012)

Visitas de alto nivel de Armenia a Argentina
- Presidente Levon Ter-Petrosián (1992)
- Ministro de Relaciones Exteriores Vahan Papazian (1994)
- Ministro de Relaciones Exteriores Vardan Oskanian (2000)
- Presidente Robert Kocharián (2002)
- Ministro de Relaciones Exteriores Eduard Nalbandyan (2011)
- Presidente Serzh Sargsián (2014)
- Presidente Vahagn Jachaturián (2023)

## Acuerdos bilaterales
Argentina y Armenia han firmado numerosos acuerdos bilaterales desde el restablecimiento de las relaciones diplomáticas entre ambas naciones en 1992; como un Acuerdo de cooperación básica entre ambas naciones (1992); Acuerdo sobre la promoción y protección recíproca de inversiones (1993); Acuerdo sobre comercio y cooperación económica (1994); Acuerdo de cooperación científica y tecnológica (1994); Acuerdo de cooperación en los usos pacíficos de la energía nuclear (1998); Acuerdo de cooperación en el ámbito de la cultura y la educación (1998); Acuerdo de cooperación en materia de turismo (2002); Acuerdo para eliminar el requisito de visa para titulares de pasaportes regulares (2011); Acuerdo sobre un programa de vacaciones de trabajo (Working Holiday) (2014) y un Acuerdo de cooperación económica (2014).

## Comercio
En 2018, el comercio bilateral entre ambas naciones ascendió a $9.2 millones de dólares. Las principales exportaciones de la Argentina a Armenia incluyen: carne, azúcar y tabaco. Las principales exportaciones de Armenia a la Argentina incluyen: tejido de punto y ropa.

## Misiones diplomáticas residentes
- Argentina tiene una embajada en Ereván.[9]
- Armenia tiene una embajada en Buenos Aires.[10]